# Граф Ноль
«Граф Ноль» (англ. Count Zero) — научно-фантастический роман писателя Уильяма Гибсона. Это вторая часть цикла «Киберпространство», первоначально опубликованная в 1986 году. Как и другие книги трилогии, произведение считается классикой жанра киберпанк. Название романа, и вместе с тем псевдоним главного героя, является игрой слов: с английского «count» можно перевести как «граф» и как «счёт». Последний вариант отсылает к термину «сount zero interrupt» - прерывание процесса с одновременным обнулением счётчика.

## Сюжет
Действие романа происходит через семь лет после событий «Нейроманта». Матрица навсегда изменилась и в ней начинают происходить странные вещи и явления, вокруг которых формируется религиозная секта. В то же время две могущественные транснациональные корпорации, Маас Биолабс и Хосака, ведут борьбу за контроль над новой мощной технологией - биочипом, используя хакеров, шпионов и наемников. А эксцентричный богач вербует бывшую владелицу галереи искусств для поисков создателя серии необычных шкатулок.

## Награды и номинации
Роман был номинирован на премии Небьюла и BFSA в 1986, а также на премии Локус и Хьюго в 1987.